# Praktastrapia
Praktastrapia (Astrapia splendidissima) är en fågel i familjen paradisfåglar inom ordningen tättingar som förekommer på Nya Guinea.

## Utseende och läte
Praktastrapian är en långstjärtad fågel med svart rygg och vitt på stjärtroten, det senare mer utbrett hos hanen. I övrigt har hanen gnistrande blågrönt på undersida, huvud och haka, med rostrött bröstband och en tunn rostfärgad strimma nerför halssidan. Honan har svart huvud och tvärbandad buk. Lätet består av ett klickande ljud.

## Utbredning och systematik
Praktastrapia delas in i två underarter med följande utbredning:
- Astrapia splendidissima helios – förekommer i höglänta områden på västcentrala Nya Guinea, i centrala Western Ranges och Border Ranges
- Astrapia splendidissima splendidissima – förekommer i västra delen av centrala bergskedjan på Nya Guinea

## Levnadssätt
Praktastrapian hittas i bergsskogar. Där lever den på frukt och söker efter insekter på mossiga grenar och i epifyter.

## Status och hot
Arten har ett stort utbredningsområde, men tros minska i antal, dock inte tillräckligt kraftigt för att den ska betraktas som hotad. Internationella naturvårdsunionen IUCN listar arten som livskraftig (LC).